# Grazia Nidasio
(Leo Ortolani)
Grazia Nidasio (Milano, 9 febbraio 1931 – Certosa di Pavia, 25 dicembre 2018) è stata una fumettista e illustratrice italiana.

## Biografia
Nata a Milano nel 1931, dopo il liceo artistico e l'Accademia di Brera ha collaborato per quattro decenni con il Corriere dei Piccoli prima come disegnatrice, poi come redattrice. Riconosciuta come "caposcuola del fumetto italiano", ha creato o disegnato vari personaggi come Scaramacai, Violante, dottor Oss, Nicoletta, Valentina Mela Verde e la sorella Stefi, e il Piccolo Mugnaio Bianco protagonista della campagna pubblicitaria del Mulino Bianco negli anni '80. 
Nel 1972 la Nidasio vinse lo Yellow Kid, premio assegnato al miglior autore di fumetti. Impossibilitata a presenziare personalmente, il premio venne consegnato, in occasione del Salone Internazionale dei Comics di Lucca, dal presidente della giuria Hugo Pratt al direttore del Corriere dei Ragazzi Giancarlo Francesconi. 
Ha collaborato a vario titolo, tra gli altri, con Mondadori, Einaudi Ragazzi, Salani, Cartacanta, Casa Editrice Universo, El Pays, Smemoranda. Il suo stile grafico ha un tratto fluido ed elegante, con vignette non imprigionate in schemi fissi. Dal 1984 al 1987 è stata Presidente dell'Associazione illustratori. Dal 2000 al 2008 è stata Presidente del sindacato di categoria dei settori fumetto, illustrazione, animazione SILF. I suoi personaggi sono conosciuti e tradotti in molti paesi, tra cui Francia, Argentina e Brasile.
È morta il 25 dicembre 2018, a Certosa di Pavia, dove risiedeva da molto tempo, a causa di un tumore. Il 2 novembre 2020 il suo nome è stato iscritto nel Famedio di Milano.

## Opere

### Serie a fumetti
- Alibella (illustrazioni di storie autoconclusive di una tavola, su testi di Franco Bianchi pubblicate sul Corriere dei Piccoli dal 1953 al 1962);
- Gelsomino (illustrazioni di storie autoconclusive di una tavola pubblicate sul Corriere dei Piccoli dal 1954 al 1959);
- signorina Vanità (pubblicata sul Corriere dei Piccoli dal 1954 al 1958);
- Il Chierico Vagante;
- Il dottor Oss (illustrazioni di 7 storie su testi di Mino Milani, pubblicate a puntate sul Corriere dei Piccoli dal 1964 al 1969);
- Violante (serie pubblicata dal 1961 al 1967 sul Corriere dei Piccoli, soggetto di Guglielmo Zucconi);
- Il signor Martino (illustrazioni di una storia su testi di Piero Selva (alias Mino Milani), pubblicate a puntate sul Corriere dei Piccoli nel 1967);
- Chicca e Daniela (testi e disegni, 4 racconti in forma di corrispondenza tra amiche pubblicati a puntate dal 1966 al 1969);
- Valentina Mela Verde (serie pubblicata dal 1969 sul Corriere dei Piccoli, poi sul Corriere dei Ragazzi fino al 1976 e successivamente raccolta in una collana di 4 volumi edita da Coniglio Editore nel 2009);
- Stefi (spin-off di Valentina Mela Verde, serie pubblicata sul Corriere dei Piccoli dal 1976 al 1992, e attualmente in vignette singole sul Corriere della Sera e su Smemoranda).

### Illustrazioni
- Trollina e Perla, di Donatella Ziliotto;
- Antonia e le bottiglie di Morandi, di Antonio Faeti;
- Vacanze all'isola dei gabbiani, di Astrid Lindgren per Adriano Salani Editore;
- Camelot, l'invenzione della Tavola rotonda, di Teresa Buongiorno per Adriano Salani Editore.
- Alice nel 2000 di Renzo Rossotti per editrice AMZ 1967
- Rossini a Bologna, edito da Bononia University Press nel 2008, nella collana Sotto i portici
- Orlando furioso di Ludovico Ariosto raccontato da Italo Calvino, Mondadori, 2009[8]
- Alfabeto ebraico, di Matteo Corradini per Adriano Salani Editore, 2012

### Lavori TV
- Comin' Up "Ciao Ciao" (mini-sketch animati ed educativi risalenti agli anni novanta, trasmessi tra una pubblicità e l'altra durante Ciao Ciao Mattina e I Cartonissimi), prodotti da RTI per Italia 1[9].

## Premi e riconoscimenti
- Premio Yellow Kid (1972) - Disegnatore italiano
- Premio Andersen (1987) - Miglior autore
- Premio Andersen 2001 - Menzione speciale alla carriera
- Nel 2019 le è stata intitolata una piazza a Certosa di Pavia[10]
- Nel 2020 il Comune di Milano ha deciso che il suo nome venga iscritto nel Famedio, all'interno del Cimitero Monumentale[11].